# Punto extra

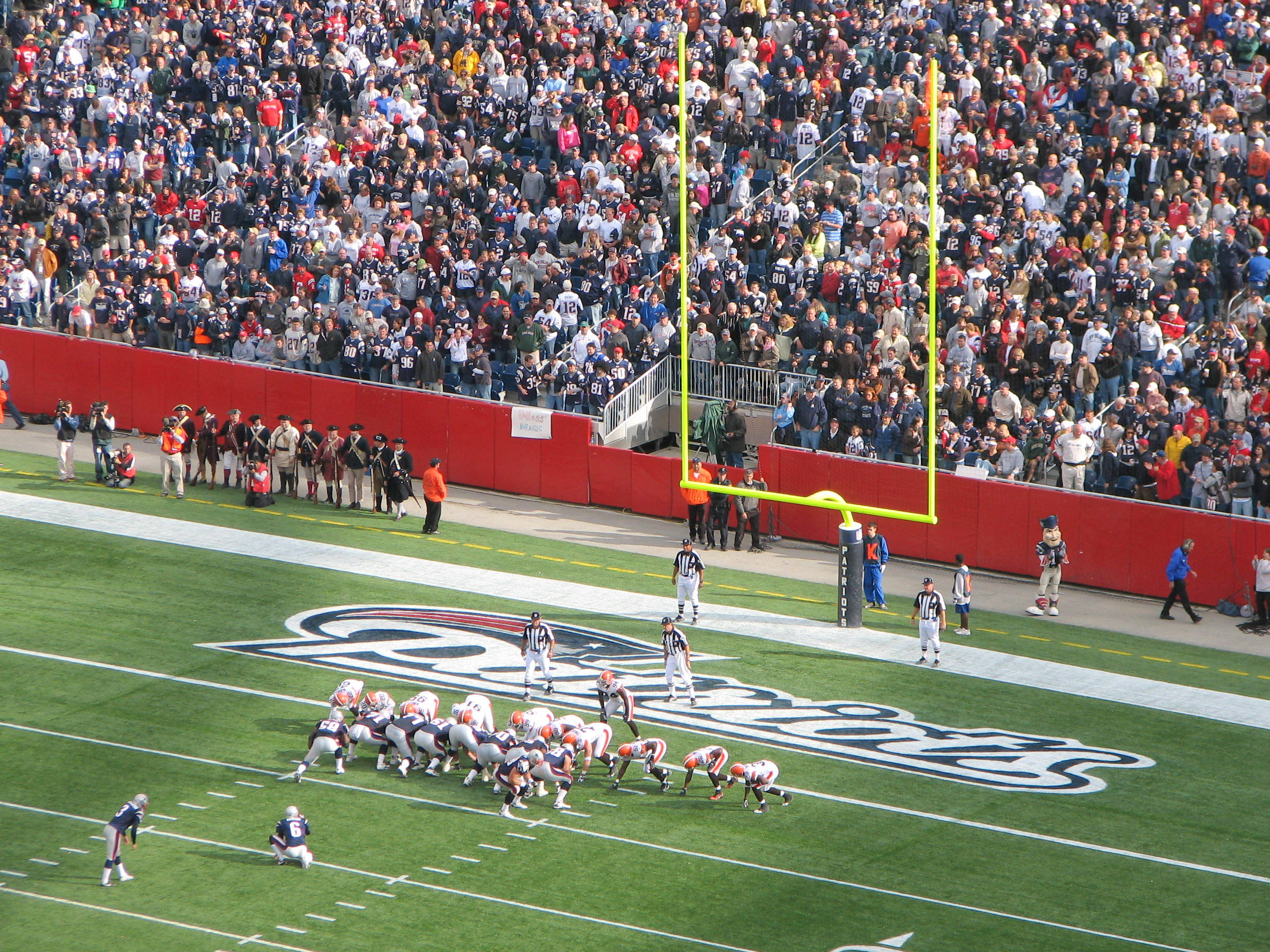
Punto extra en un partido de fútbol americano

El punto extra, extra point o PAT, en el fútbol americano y fútbol canadiense, es el acto de patear un field goal después de haber logrado un touchdown. Si el balón atraviesa el goalpost, el equipo gana un punto adicional, que sumado al touchdown previo da en total 7 puntos.
Si el equipo prefiere obtener dos puntos adicionales en lugar de uno puede intentar una conversión de dos puntos.
En la NFL y la CFL, la jugada termina cuando el intento falla. En otros torneos incluyendo el de fútbol americano colegial, la jugada continua si la bola no está "muerta". Esto permite a la defensiva regresar el balón a la zona de anotación del rival para conseguir dos puntos a su favor.
En la NFL, la línea de golpeo para un punto extra se ubica a partir de la temporada 2015 sobre la línea de la yarda 15 y no en la 2 como ocurrió anteriormente. En el fútbol americano colegial es en la yarda 3, y en la CFL en la yarda 5.
En la NFL, el intento de punto extra debe ocurrir siempre después de un touchdown anotado en el tiempo regular, no en la prórroga, ya que en las estadísticas para desempates se usan los puntos a favor y puntos en contra. Se podría intentar hacer un punto extra luego de un touchdown después del fin del partido cuando el campo aún no es invadido al final del mismo, pero esto no cambiaría el resultado del mismo. Si el partido está en muerte súbita, el intento de punto extra es omitido, ya que la anotación vencedora es el touchdown.